# マリコ・テラサキ・ミラー
マリコ・テラサキ・ミラー（Mariko Terasaki Miller）または寺崎 マリ子（てらさき まりこ、1932年8月23日 - 2016年9月7日）は、在米日本名誉総領事。

## 家族
日本人男性寺崎英成とアメリカ人女性グエンドレン・ハロルド（グエン・テラサキ, 1908-1990）の一人娘。寺崎英成は将来を嘱望された外交官で、アメリカ首都ワシントンの日本大使館の三等書記官時代に、日本大使館のパーティーで、グエン・ハロルドと知り合い、恋愛結婚した（昭和初期当時は外交官が外国人と結婚するのはタブー）。
寺崎没後の1957年に、母グエンは回想記「Bridge to the Sun: A Memoir of Love and War 太陽にかける橋」を刊行した。1958年に日本語訳出版を祝い母子で再来日している。1961年にアメリカMGMでジェームズ・シゲタとキャロル・ベイカー主演で映画化された（丹波哲郎も出演）。
柳田邦男『マリコ』の主人公のモデルであり、この作品は、1981年8月の終戦特番にNHK・三時間ドラマで放送された（主演の寺崎役は滝田栄、マリコ役はキャロライン洋子）。
米国人男性と結婚し子供がいる。後年はワイオミング州に在住し日本名誉総領事にもなった。度々来日滞在している。2016年に死去。

## 来歴
- 1932年に上海で生まれる。
- 1941年、父英成がワシントン勤務、12月に太平洋戦争開戦。それに伴い一家は抑留。
- 1942年8月に、父母と共に日米交換船で帰国。主に軽井沢・蓼科に滞在。
- 1949年、父英成により、母グエンの故郷テネシー州に戻った。

## 暗号名
アメリカ局長で英成の兄太郎は、日米交渉には現地情報が必要だと盗聴されるであろう電話口でマリコを暗号で使用した。

## 関連書籍
- 『昭和天皇独白録、寺崎英成御用掛日記』 文藝春秋、1991年

自宅で見つかった。マリコ・テラサキ・ミラーとして回想も収録
- 柳田邦男『マリコ』 新潮社、1980年、新潮文庫、1983年 - 1981年にNHKでドラマ化
- グエン・テラサキ 『太陽にかける橋　戦時下日本に生きたアメリカ人妻の愛の記録』- 改訂版

新田満里子訳、中央公論社（新書判）、1982年、中公文庫、1991年